# C6H10N2
化学式C6H10N2（摩尔质量：110.16 g/mol）可以指：
- 2-吡咯乙胺，CAS号：40808-62-6
- 3-吡咯乙胺，CAS号：73625-09-9
- 2-甲基-4-乙基咪唑，CAS号：29239-89-2
- 5-甲基-2-乙基咪唑，CAS号：931-36-2
- 4-氰基哌啶，CAS号：4395-98-6
- 2-异丙基咪唑，CAS号：36947-68-9

|  | 这个同类索引页列出了具有相同分子式的化学物（即同分異構體）条目。 除非您是有意链接至本页，否则应将相应条目的内部链接指向正确的条目。 |